# 門羅縣 (喬治亞州)
門羅縣（英語：Monroe County）是美國喬治亞州中部的一個縣。面積1,030平方公里。根據美國2000年人口普查，共有人口21,757。縣治福賽斯（Forsyth）。
成立於1821年5月15日，縣名是紀念第五任總統詹姆斯·門羅。